# Промінь (газета, Машівка)
«Промінь» — машівська районна україномовна громадсько-політична газета. Тижневик виходить щосуботи. Наклад: 3100 примірників.

## Історія
Газета вперше почала виходити 1931 року.

## Зміст
Виходить газета на 12 аркушах формату А3 один раз на тиждень. Основним наповненням газети є новини, місцева самоврядність, соціальні проблеми, економіка, сільське господарство, програма телепередач.

## Редактори
- Патик Валентина Іванівна